# West Coast Phoenix
Le West Coast Phoenix sono una squadra di football americano femminile di Raisio, in Finlandia, fondata nel 2015.

## Dettaglio stagioni

### Tornei nazionali

#### Campionato

##### Naisten Vaahteraliiga
| Stagione | regular season | regular season | regular season | regular season | regular season | regular season | playoff | playoff | playoff | playoff | playoff | playoff      | playoff       |
|          | Vin            | Par            | Per            | Tot            | PF             | PS             | Vin     | Per     | Tot     | PF      | PS      | risultato    | avversaria    |
| -------- | -------------- | -------------- | -------------- | -------------- | -------------- | -------------- | ------- | ------- | ------- | ------- | ------- | ------------ | ------------- |
| 2020     | 0              | 0              | 3              | 3              | 12             | 99             | 0       | 2       | 2       | 32      | 61      | Quarto posto | Turku Trojans |
| 2021     | 0              | 0              | 6              | 6              | 36             | 189            | -       | -       | -       | -       | -       | -            | -             |
| 2022     | 0              | 0              | 10             | 10             | 118            | 339            | -       | -       | -       | -       | -       | -            | -             |
| Totale   | 0              | 0              | 19             | 19             | 166            | 627            | 0       | 2       | 2       | 32      | 61      |              |               |

Fonti: Enciclopedia del Football - A cura di Massimo Mezzetti

##### Naisten I-divisioona
| Stagione | regular season | regular season | regular season | regular season | regular season | regular season | playoff | playoff | playoff | playoff | playoff | playoff    | playoff          |
|          | Vin            | Par            | Per            | Tot            | PF             | PS             | Vin     | Per     | Tot     | PF      | PS      | risultato  | avversaria       |
| -------- | -------------- | -------------- | -------------- | -------------- | -------------- | -------------- | ------- | ------- | ------- | ------- | ------- | ---------- | ---------------- |
| 2016     | 5              | 0              | 3              | 8              | 132            | 179            | 0       | 1       | 1       | 12      | 62      | Semifinale | Hyvinkää Falcons |
| 2017     | 4              | 0              | 4              | 8              | 114            | 128            | 1       | 1       | 2       | 20      | 47      | Semifinale | Tampere Saints   |
| 2018     | 5              | 0              | 2              | 7              | 172            | 147            | 0       | 1       | 1       | 8       | 27      | Semifinale | Kuopio Steelers  |
| 2019     | 6              | 0              | 0              | 6              | 328            | 24             | 1       | 1       | 2       | 42      | 14      | Finale     | Mikkeli Bouncers |
| Totale   | 20             | 0              | 9              | 29             | 746            | 478            | 2       | 4       | 6       | 82      | 150     |            |                  |

Fonti: Enciclopedia del Football - A cura di Massimo Mezzetti

### Riepilogo fasi finali disputate
| Anno              | Luogo    | Evento                | Fase del torneo      | Incontro                              | Risultato |
| 13 agosto 2016    | Hyvinkää | Naisten I-divisioona  | Semifinale           | Hyvinkää Falcons - West Coast Phoenix | 62 - 12   |
| 10 settembre 2017 | Tampere  | Naisten I-divisioona  | Finale               | Tampere Saints - West Coast Phoenix   | 33 - 0    |
| 21 agosto 2018    | Bienne   | Naisten I-divisioona  | Semifinale           | Kuopio Steelers - West Coast Phoenix  | 27 - 8    |
| 7 settembre 2019  | Mikkeli  | Naisten I-divisioona  | Finale               | Mikkeli Bouncers - West Coast Phoenix | 8 - 6     |
| 30 agosto 2020    | Turku    | Naisten Vaahteraliiga | Finale 3º - 4º posto | Turku Trojans - West Coast Phoenix    | 35 - 12   |